# Балаганський район
Балаганський район (рос. Балаганский район) — адміністративно-територіальна одиниця (муніципальний район) Іркутської області Сибірського федерального округу Росії.

## Топонім
Назва Балаганського району походить від імені бурятського племені «булагат».

## Географія
Балаганський район розташований у центральній частині Іркутської області. Адміністративний центр району — селище міського типу Балаганськ.
На сході Балаганський район межує з Усть-Удинський районом, на півночі та північному заході з Братським районом, на півдні з Нукутським районом, на південному заході з Зиминським районом, на заході з Куйтунським районом Іркутської області.
У Балаганському районі 83% території — це ліси, 17% — землі сільськогосподарського призначення, 8,6% — водні об'єкти, 0,1% — болота.

## Клімат
Клімат різко континентальний, з великими амплітудами коливань температур, суворою тривалою зимою та коротким спекотним літом. Середньорічна температура повітря становить -1,3 °C. Щорічно випадає близько 388 мм опадів.
| Кліматограма Балаганського району                                                     | Кліматограма Балаганського району | Кліматограма Балаганського району | Кліматограма Балаганського району | Кліматограма Балаганського району | Кліматограма Балаганського району | Кліматограма Балаганського району | Кліматограма Балаганського району | Кліматограма Балаганського району | Кліматограма Балаганського району | Кліматограма Балаганського району | Кліматограма Балаганського району |
| ------------------------------------------------------------------------------------- | --------------------------------- | --------------------------------- | --------------------------------- | --------------------------------- | --------------------------------- | --------------------------------- | --------------------------------- | --------------------------------- | --------------------------------- | --------------------------------- | --------------------------------- |
| С                                                                                     | Л                                 | Б                                 | К                                 | Т                                 | Ч                                 | Л                                 | С                                 | В                                 | Ж                                 | Л                                 | Г                                 |
| 12 −17 −28                                                                            | 10 −12 −26                        | 9 −1 −18                          | 18 7 −6                           | 30 16 1                           | 48 23 7                           | 84 25 11                          | 74 22 9                           | 44 15 2                           | 22 5 −5                           | 19 −6 −16                         | 18 −14 −24                        |
| Середня макс. і мін. температури повітря (°C) Атмосферні опади (мм), за рік : 388 мм. |                                   |                                   |                                   |                                   |                                   |                                   |                                   |                                   |                                   |                                   |                                   |

## Історія
На території сучасного району існував Балаганський повіт у 1775-1783 та 1856-1925 роках в складі Іркутської губернії. 1926 року був створений Балаганський район, який увійшов до Іркутського округу Сибірського краю.
У 1930 році Сибірський край був ліквідований і Балаганський район увійшов до новоствореного Східносибірського краю.
5 грудня 1936 року Східно-Сибірський край був скасований, Балаганський район увійшов до складу Східно-Сибірської області.
У 1962 році Балаганський район ліквідували, оскільки відбулося заповненням Братського водосховища. Решта вільних від затоплення територій району увійшли до складу двох сусідніх районів: Заларинського та Усть-Удинського. 1989 року Балаганський район був відновлений, але вже в інших межах.

## Економіка
Основу економіки Бодайбинського району складають: мисливський промисел (заготівля хутра), торгівля, сільське та лісове господарство.

## Населення
Чисельність населення району, станом на 2017 рік, налічувало 8 608 осіб, з яких 45,41% — міське населення.
| 2002   | 2009   | 2010   | 2011   | 2012   | 2013   | 2014   | 2015   | 2016   | 2017   |
| ▬ 9973 | ▼ 9655 | ▼ 9194 | ▲ 9197 | ▼ 9076 | ▼ 8979 | ▼ 8810 | ▼ 8664 | ▲ 8690 | ▼ 8608 |

## Муніципально-територіальний устрій
У Балаганському районі 13 населених пунктів у складі 6 сільських та 1 міського поселень.
| № | Муніципальне утворення               | Адміністративний центр | Кількість населених пунктів | Населення (2017) | Площа (км²) |
| 1 | Балаганське муніципальне утворення   | смт. Балаганськ        | 1                           | ▼ 3909           | 82,89       |
| 2 | Бирітське муніципальне утворення     | село Биріт             | 2                           | ▲ 528            | 135,92      |
| 3 | Заславське муніципальне утворення    | присілок Заславська    | 3                           | ▼ 936            | 624,85      |
| 4 | Коноваловське муніципальне утворення | село Коновалове        | 2                           | ▼ 900            | 363,45      |
| 5 | Кумарейське муніципальне утворення   | село Кумарейка         | 1                           | ▲ 991            | 4136,11     |
| 6 | Тарнопольське муніципальне утворення | село Тарнополь         | 3                           | ▲ 822            | 582,16      |
| 7 | Шарагайське муніципальне утворення   | село Шарагай           | 1                           | ▼ 522            | 421,84      |